# Arend Mooij
Arend Mooij (Apeldoorn, 2 april 1832 - Ermelo, 21 december 1915) was een Nederlands dominee en evangelist, die een belangrijke rol speelde bij de opkomst van de Vrije Evangelische Gemeenten eind 19e eeuw. Zo was Mooij een van de opstellers van de ‘Beginselen’ op grond waarvan plaatselijke Vrije Evangelische Gemeenten in 1881 samen een bond gingen vormen. Hij was de oudere broer van Marinus Mooij, die ook dominee was bij de Vrije Evangelische Gemeenten.
Mooij groeide op in een rechtzinnig hervormd gezin maar maakte al op jonge leeftijd kennis met het gedachtegoed van de Gelderse richting van de Afscheiding via dominee Brummelkamp die in zijn ouderlijk huis bijeenkomsten hield. De jonge Arend Mooij werd kwekeling op de armenschool van Apeldoorn en in 1852 hulponderwijzer in Ermelo. In 1857 werd hij gewoon onderwijzer in Ermelo en volgde hij de opleiding tot hoofdonderwijzer als kwekeling bij dominee Witteveen. 
In 1853 stapte Mooij over naar de kerk van Brummelkamp en Witteveen. Mooij was een groot voorstander van christelijk onderwijs, en dat betekende in 1857 zijn ontslag als onderwijzer, omdat het hoofd van zijn school, vooruitlopend op de nieuwe Onderwijswet van 1857, geen christelijk onderwijs op zijn school wilde. Mooij trok daarop in bij Witteveen en werd onderwijzer op een nieuwe christelijke school in Horst. Deze school werd echter al een jaar later verboden als gevolg van de onderwijswet. 
Die zomer werd Mooij ingezegend als evangelist door dominee Witteveen. Eerst in de omgeving van Sint-Oedenrode (Noord-Brabant) en daarna in Middelburg stichtte Mooij zendingsgemeentes. Later keerde Mooij terug naar Ermelo om naast Witteveen tweede voorganger te worden. In deze functie reisde Mooij veel door Nederland en België, om op verschillende plaatsen nieuwe zendingsgemeentes te stichten of uit te bouwen. Zo hielp hij de Vrije Evangelische Gemeente in Winschoten, waar zijn broer Marinus eerder predikant was geweest, aan zoveel nieuwe leden dat er een nieuwe kerk gebouwd moest worden. In Winschoten werd in 1880 een bijeenkomst van de Brightonbeweging georganiseerd, de naam waaronder de heiligingsbeweging in de jaren 70 van de 19e eeuw een korte bloei kende in Nederland. Arend Mooij werd door velen, inclusief Witteveen zelf, gezien als de opvolger van Witteveen. Toen Witteveen in 1884 overleed, was de verrassing dan ook groot dat de gebouwen van de Zendingskerk werden geërfd door jonkvrouw Adriana van Halteren, die directrice was van het Huis van Barmhartigheid en ook grote donaties had gedaan. 
De jaren erop was Mooij als evangelist actief in onder meer Hoorn, Rotterdam en Edam. Hij speelde een belangrijke rol een belangrijke rol bij de opkomst van de Vrije Evangelische Gemeenten eind 19e eeuw, maar vond het ook belangrijk dat Vrije Evangelische Gemeenten op natuurlijke wijze ontstonden. Daarom ontraadde hij ook een aantal malen de stichting van een Vrije Evangelische Gemeente. In Rotterdam zorgde hij voor de snelle groei van evangelisatievereniging Jeruël. Tegelijk was hij directeur van de gestichten van de Zendingsgemeente in Ermelo, waarbij hij verantwoordelijk was voor de zorg voor 60 tot 70 zorgbehoevenden. Samen met Jeruël organiseerde hij zendingsfeesten in Ermelo, die elke keer door vijftienhonderd tot tweeduizend mensen bezocht werden. In 1896 brak een conflict uit tussen Mooij en Van Halteren, toen de Zendingskerk onder leiding van Mooij zich wilde aansluiten bij de Bond van Vrije Evangelische Gemeenten in Nederland.  Dit leidde tot het sluiten van zendingskerk in Ermelo. 
Mooij bleef zich met zending bezighouden en stichtte in 1900 een zendingskapel in Ermelo. Enkele jaren daarvoor had hij bij de minister van Koloniën aandacht gevraagd voor de mensenrechten van Javaanse dwangarbeiders in een kolenveld in west-Sumatra. Hij was hierover geïnformeerd door zijn schoonzoon Josephus Johannes Wijnveldt, die namens de zendingskerk in Sumatra zendeling was.
Mooij overleed eind 1915 in Ermelo en werd vanuit zijn zendingskapel begraven.